# Ines Sonder
Ines Sonder (geboren 1964 in Chemnitz (Karl-Marx-Stadt)) ist eine deutsche Kunsthistorikerin. 

## Leben
Ines Sonder studierte von 1983 bis 1989 in Ost-Berlin an der Humboldt-Universität Mathematik und Physik fürs Lehramt und arbeitete nach dem Diplom-Abschluss als Lehrerin. Sie studierte ab 1992 bis 1999 Kunstgeschichte und Hebraistik/Israelwissenschaften an der Humboldt-Universität mit einem Magister-Abschluss und war ab 2001 Kollegiatin des DFG-Graduiertenkollegs „Makom. Ort und Orte im Judentum“ an der Universität Potsdam. Sonder wurde 2004 mit einer Dissertation über die zionistische Gartenstadtrezeption promoviert. Sie übernahm im Jahr 2000 die Herausgeberschaft der Schriftenreihe Menora bis zu deren Einstellung im Jahr 2006. Seit 2005 ist sie wissenschaftliche Mitarbeiterin am Moses Mendelssohn Zentrum für Europäisch-Jüdische Studien und nimmt einen Lehrauftrag an der Universität Potsdam wahr.

## Schriften
- Lotte Cohn – Die erste Architektin im Lande Israel, in: Jüdischer Almanach: Die Jeckes, Frankfurt am Main: Jüdischer Verlag im Suhrkamp Verlag, 2005, S. 155–164.
- Gartenstädte in Erez Israel. Zionistische Stadtplanungsvisionen von Theodor Herzl bis Richard Kauffmann. Hildesheim : Georg Olms, 2005 ISBN 3-487-12811-X
- Ines Sonder, Karin Bürger, Ursula Wallmeier (Hrsg.): „Wie würde ich ohne Bücher leben und arbeiten können?“ Privatbibliotheken jüdischer Intellektueller im 20. Jahrhundert. Berlin : vbb, Verl. für Berlin-Brandenburg, 2008
- Lotte Cohn – Pioneer Woman Architect in Israel. Catalogue of Buildings and Projects, Tel Aviv: Bauhaus Center Tel Aviv, 2009, [Englisch/Hebräisch], ISBN 978-965-90606-5-8
- Die Geschichte einer Freundschaft. Die Architektinnen Lotte Cohn und Gertrud Ferchland, in: DAVID. Jüdische Kulturzeitschrift, 21. Jg., Heft 82 (September 2009), S. 71–73.
- Lotte Cohn: Baumeisterin des Landes Israel; eine Biographie, Berlin: Jüdischer Verl. im Suhrkamp Verl., 2010, ISBN 978-3-633-54238-3
- Carmela Rubin, Arie Berkowitz, Ines Sonder: Chaim Heinz Fenchel. A Complex Puzzle. 2012
- Julius H. Schoeps, Anna-Dorothea Ludewig, Ines Sonder: Aufbruch in die Moderne. Sammler, Mäzene und Kunsthändler in Berlin 1880–1933. Köln 2012, ISBN 978-3-8321-9428-4
- Galia Bar Or, Nicole Minten-Jung, Werner Möller, Yuval Yasky, Katja Lehmann, Ines Sonder, Philipp Oswalt: Kibbuz und Bauhaus. Pioniere des Kollektivs. Bauhaus Taschenbuch 3, hg. von Stiftung Bauhaus Dessau. Leipzig: Spector Books, 2012.
- Ines Sonder, Werner Möller, Egri Ruwen: Vom Bauhaus nach Palästina: Chanan Frenkel, Ricarda und Heinz Schwerin [zur gleichnamigen Ausstellung in den Dessauer Meisterhäusern Muche – Schlemmer vom 26. Juni bis 13. Oktober 2013], Leipzig 2013
- „Das wollten wir. Ein neues Land …“ Deutsche Zionistinnen als Pionierinnen in Palästina, 1897–1933. In: Medaon. Magazin für jüdisches Leben in Forschung und Bildung, Jg. 8 (2014), Nr. 14
- Karin Bürger, Ines Sonder, Ursula Wallmeier (Hrsg.): Soncino-Gesellschaft der Freunde des jüdischen Buches. Ein Beitrag zur Kulturgeschichte. Berlin : de Gruyter Oldenbourg, 2014 ISBN 978-3-11-028928-2
- Deutsch-jüdisches Kulturerbe in Architektur und Stadtplanung Israels. In Elke-Vera Kotowski (Hrsg.): Das Kulturerbe deutschsprachiger Juden: Eine Spurensuche in den Ursprungs-, Transit- und Emigrationsländern. De Gruyter, Berlin 2015 ISBN 978-3-11-030479-4, S. 349–358
- Tel Aviv, in: Enzyklopädie jüdischer Geschichte und Kultur (EJGK), Band 6, hg. von Dan Diner, Stuttgart : J.B. Metzler, 2015, S. 53–57
- Carmel. The International Style in Haifa. With Photographs by Stephanie Kloss, Tel Aviv: Bauhaus Center, 2015 [English/Hebrew].
- Marie Frommer. Projekte zwischen Berlin und Exil in New York. In: Frau Architekt. Seit mehr als 100 Jahren: Frauen im Architekturberuf. Over 100 Years of Women in Architecture. Hrsg. von Mary Pepchinski u. a. Wasmuth, Tübingen, Berlin 2017. ISBN 978-3-8030-0829-9, S. 140–145.
- (Hrsg.): Lotte Cohn. Eine schreibende Architektin in Israel. Band 1: Ausgewählte Schriften (1934–1982), Band 2: Ausgewählte Briefe (1921–1982). Berlin: Neofelis, 2017
- Micha Gross, Ines Sonder (Hrsg.): Josef Rings und Erich Mendelsohn: Neues Bauen in Deutschland und Palästina-Erez Israel, hg. von , Tel Aviv: Bauhaus Center, 2018 [Deutsch/Englisch/Hebräisch].
- Julius Posener und das neue Bauen in Palästina. In: Jörg Stabenow, Ronny Schüler: Vermittlungswege der Moderne – Neues Bauen in Palästina (1923–1948). Berlin : Gebr. Mann, 2019 ISBN 978-3-7861-2781-9, S. 53–68.
- Günter Schlusche, Ines Sonder, Sarah Gretsch, Gerald Adler: Myra Warhaftig – Architektin und Bauforscherin. Wissenschaftliches Symposium in Erinnerung an die Architektin und Bauforscherin Myra Wahrhaftig (1930–2008) : 17.–18. Mai 2018 in Berlin. Berlin : Universitätsverlag der TU Berlin, 2020 ISBN 978-3-7983-3149-5